# Hercogamia
En botánica, la hercogamia es un término que designa a la separación espacial de las anteras y estigmas de la misma flor, lo que reduce —o directamente impide— la autopolinización y la autogamia. En otras palabras, la hercogamia es un mecanismo que promueve el cruzamiento entre distintas plantas y, por ende, la alogamia en las angiospermas. El adjetivo «hercógama» alude a la flor, planta o especie que presenta la condición de hercogamia. 
Según la posición relativa de las anteras y los estigmas, se reconocen distintos tipos de hercogamia:

## Clasificación

### Hercogamia de aproximación
Es la condición en la que los estigmas están por encima de las anteras, y son los primeros en contactar a los animales polinizadores cuando éstos ingresan a la flor. 

### Hercogamia revertida
En este caso, las anteras están por encima de los estigmas; ocurre en flores con corola en forma de tubo, usualmente polinizadas por lepidópteros.

### Hercogamia recíproca o heterostilia

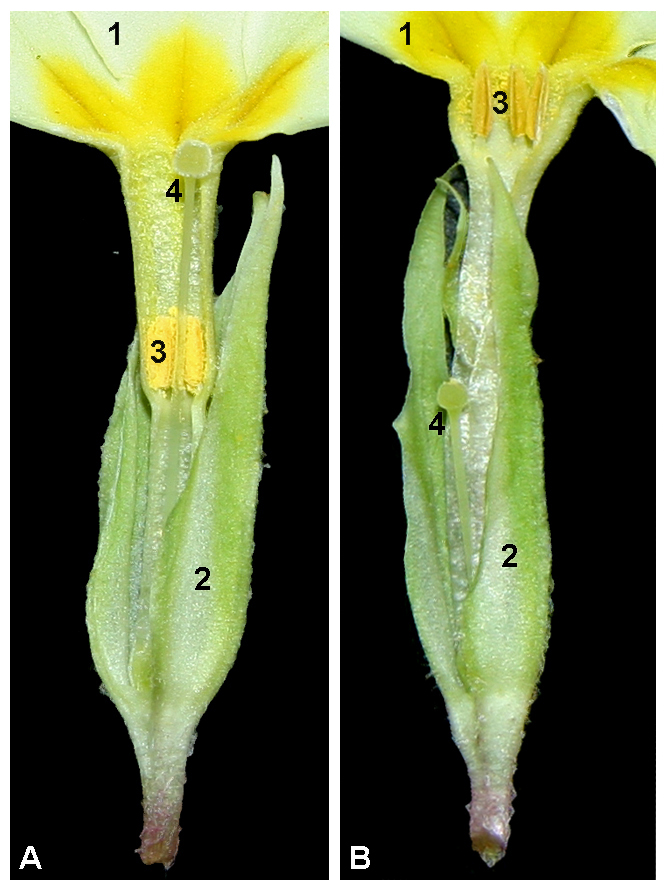
Distilia en Primula vulgaris. Las flores Pin (A) presentan los filamentos de los estambres cortos y los pistilos largos. Las flores Thrum (B) muestran, en cambio, pistilos cortos y filamentos largos. Notas: 1.-pétalos, 2.-sépalos, 3.- anteras de los estambres y 4.- pistilo. Las únicas polinizaciones legítimas son las que se producen en cruzamientos Pin x Thrum o Thrum x Pin.

La heterostilia es una forma única de polimorfismo morfológico en las flores de ciertas especies que, como mecanismo, impide la autofecundación de cada flor. En las especies heterostílicas existen dos o tres tipos de flores (llamadas morfos). En una planta individual todas las flores presentan el mismo morfo. Estos morfos difieren cualitativamente entre sí en las longitudes de los pistilos y de los filamentos de las anteras. El fenotipo para cada morfo está genéticamente determinado. Cuando una especie presenta dos morfos florales se denomina distílica. En uno de los morfos, llamado Pin, los estambres son cortos y los pistilos largos. En el otro morfo, llamado Thrum, los estambres son largos y los pistilos cortos. 
En las especies que presentan heterostilia existe un mecanismo diferente de AI denominado autoincompatibilidad heteromórfica. Este mecanismo probablemente no se halle relacionado evolutivamente con los sistemas de incompatibilidad homomórfica.
Las especies del género Primula son posiblemente el ejemplo mejor conocido de flores heteromórficas y el mecanismo reproductivo que estas especies poseen ha atraído considerable atención entre botánicos, genetistas y evolucionistas, incluyendo a Charles Darwin ya para el año 1862.
Casi todas las especies heterostílicas presentan AI. Los loci responsables de la AI en estas especies están estrechamenteligados con aquellos genes responsables del polimorfismo floral, por lo que ambos caracteres se heredan en forma conjunta. La distilia está determinada por un solo gen con dos alelos, la tristilia por dos genes con dos alelos cada uno.